# کمنتیولوس
کمنتیولوس ( یونانی: Κομεντίολος; درگذشت ۶۰۲) یک فرمانده نظامی برجسته بیزانسی در اواخر قرن ششم در زمان امپراتور موریس (حک. ۵۸۲–۶۰۲) بود. او نقش عمده‌ای در لشکرکشی‌های موریس در بالکان داشت و همچنین در شرق با ایرانیان ساسانی جنگید. پس از شورش ارتش بیزانس علیه موریس توسط امپراتور فوکاس، کمنتیولوس در نهایت در سال ۶۰۲ اعدام شد(حک. ۶۰۲–۶۱۰).

## زندگینامه

نقشه شمال بالکان در قرن ششم.

هیچ چیز از زندگی اولیه کمنتیولوس در دست نیست، جز اینکه او اهل تراکیه بود. او اولین‌بار در سال ۵۸۳ به عنوان یک افسر (اسکریبون) در اکسکیوبیتورس، محافظ امپراتوری ظاهر شد، زمانی که با سفارت بیزانس در دوران بایان یکم در خاقان آوارها همراه شد(حک. ۵۶۲–۶۰۲). به گفته مورخ تئوفیلاکت سیموکاتا، او با بیانی صریحش خاقان را خشمگین کرد و برای مدت کوتاهی به زندان افتاد.
این احتمال وجود دارد که اعتماد نزدیکی که او به موریس داشت، مربوط به زمان او به عنوان فرمانده <i id="mwKA">اکسکیوبیتورس</i>، قبل از به سلطنت رسیدن او باشد. کمنتیولوس در طول زندگی حرفه‌ای خود به موریس وفادار بود و امپراتور مراقب حرفه‌ی شاگردش بود. سال بعد، پس از تنظیم آتش‌بس با آوارها، او به عنوان مسئول یک هنگ (تاکسیارشی) منصوب شد که علیه قبایل اسلاو که به تراکیه حمله کرده بودند و تا دیوارهای بلند آناستاسیان، سیستم دفاع بیرونی قسطنطنیه نفوذ کرده بودند، منصوب شد. کمنتیولوس آنها را در رودخانه ارجینیا در نزدیکی دیوارهای بلند شکست داد. به عنوان پاداش این موفقیت، او در سال به عنوان استاد سربازان حاضر منصوب شد.
به همین مناسبت، یا شاید کمی بعد (احتمالاً در سال ۵۸۹)، کمنتیولوس به عنوان عالی پاتریسی‌ها ارتقا یافت.  در تابستان ۵۸۵، او مجدداً نیروهای زیادی از اسلاوها را شکست داد و در سال ۵۸۶ پس از شکستن پیمان آوارها، مسئولیت جنگ با آوارها را بر عهده گرفت. در سال ۵۸۷، کمنتیولوس یک ارتش ۱۰۰۰۰ نفری را در پوموریه گردآوری کرد. او برای خاقان آوار در کوه‌های هایموس کمینی آماده کرد، اما شکست خورد. 

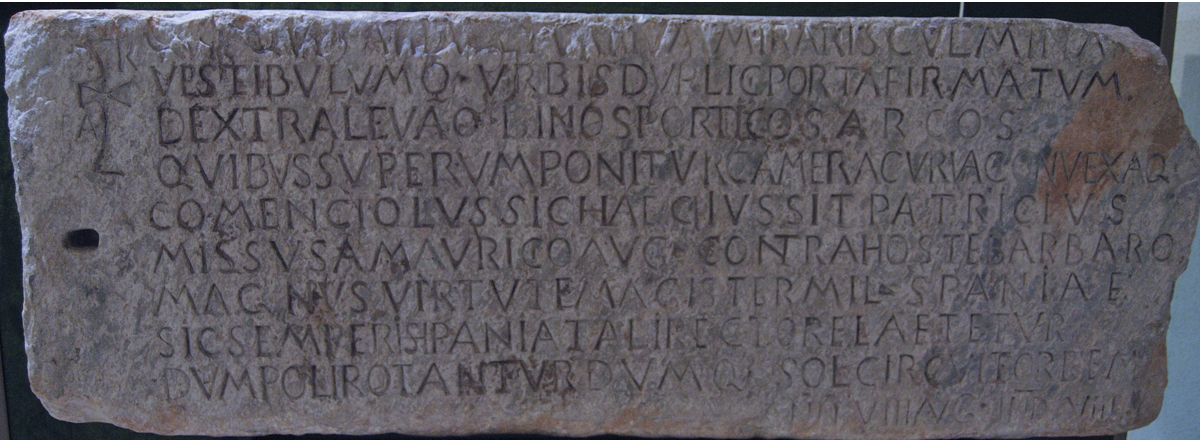
«کتیبه کمنتیولوس»، از کارتاگو نووا (کارتاخنا)

نقشه مرز روم و ایران.

در سال ۵۸۹، به نظر می‌رسد که کمنتیولوس به‌عنوان استاد سزبازن در استان اسپانیا (جنوب اسپانیا) خدمت می‌کرده است: کتیبه‌ای به نام او در کارتاخنا پیدا شده است، اما ممکن است توسط یک همنام ساخته شده باشد. به هر حال، در پاییز ۵۸۹ او به شرق بازگشت و به جای فیلیپیکوس در فرماندهی ارتش شرق در جنگ جاری علیه ایرانیان ساسانی شرکت کرد.  ارتش او در نبرد سیسائورانون در همان سال پارسیان را شکست داد و برای بازپس‌گیری مارتیروپولیس ناموفق تلاش کرد. اما در بهار ۵۹۰، زمانی که در مقر خود در هیراپولیس بود، مهمان غیرمنتظره‌ای پذیرفت: پادشاه قانونی ایران، خسرو دوم (حک. ۵۹۰–۶۲۸) از غاصب بهرام ششم چوبین (حک. ۵۹۰–۵۹۱) به قلمرو بیزانس گریخته بود.  امپراتور موریس تصمیم گرفت از پادشاه تبعیدی حمایت کند و ارتشی را برای بازگرداندن خسرو به تخت پادشاهی تشکیل داد. در ابتدا قرار بود کمنتیولوس رهبری این نیرو را بر عهده بگیرد، اما پس از شکایت خسرو از بی‌احترامی کمنتیولوس نسبت به او، نارسس به عنوان فرمانده اعزامی جایگزین وی شد. کمنتیولوس همچنان به عنوان فرمانده جناح راست ارتش در مبارزات بعدی شرکت کرد.  پادشاه احیا شده ایرانی با معاهده‌ای که به جنگی که تقریباً ۲۰ سال به طول انجامیده بود پایان داد و تمام شهرهای از دست رفته در بین النهرین و همچنین بیشتر ارمنستان را به رومیان واگذار کرد.
این صلح مطلوب به این معنی بود که نیروهای بیزانس اکنون می‌توانند در برابر تهاجمات آوارها و اسلاوها در بالکان متمرکز شوند. در سال ۵۹۸، کمنتیولوس احتمالاً با موقعیت استاد سربازان تراکیا به عملیات علیه آوارها بازگردانده شد.  پس از شکست سنگین ناشی از غفلت او از چیدمان مناسب نیروهایش برای نبرد، ارتش او پراکنده شد و خود او به قسطنطنیه گریخت و در آنجا با اتهام خیانت روبرو شد. اینها به درخواست امپراتور کنار گذاشته شد و کمنتیولوس مجدداً به عنوان ژنرال تراکیه تأیید شد. کارنامه بعدی او چندان متمایز نیست، اما به گفته مایکل ویتبی این ممکن است بیشتر به دلیل سوگیری منفی سیموکاتا، منبع اصلی اصلی آن دوره، نسبت به او و همکارش پیتر باشد، نه به دلیل ناتوانی یا عدم اقدام در مورد قسمت او به هر حال، هنگامی که ارتش در سال ۶۰۲ علیه موریس قیام کرد، دفاع از دیوارهای قسطنطنیه به کمنتیولوس سپرده شد. هنگامی که فوکاس در نهایت شهر را تصرف کرد، او یکی از اولین پیروان رژیم قدیمی بود که اعدام شد. 